# Landmaschinenfabrik Hermann Raussendorf

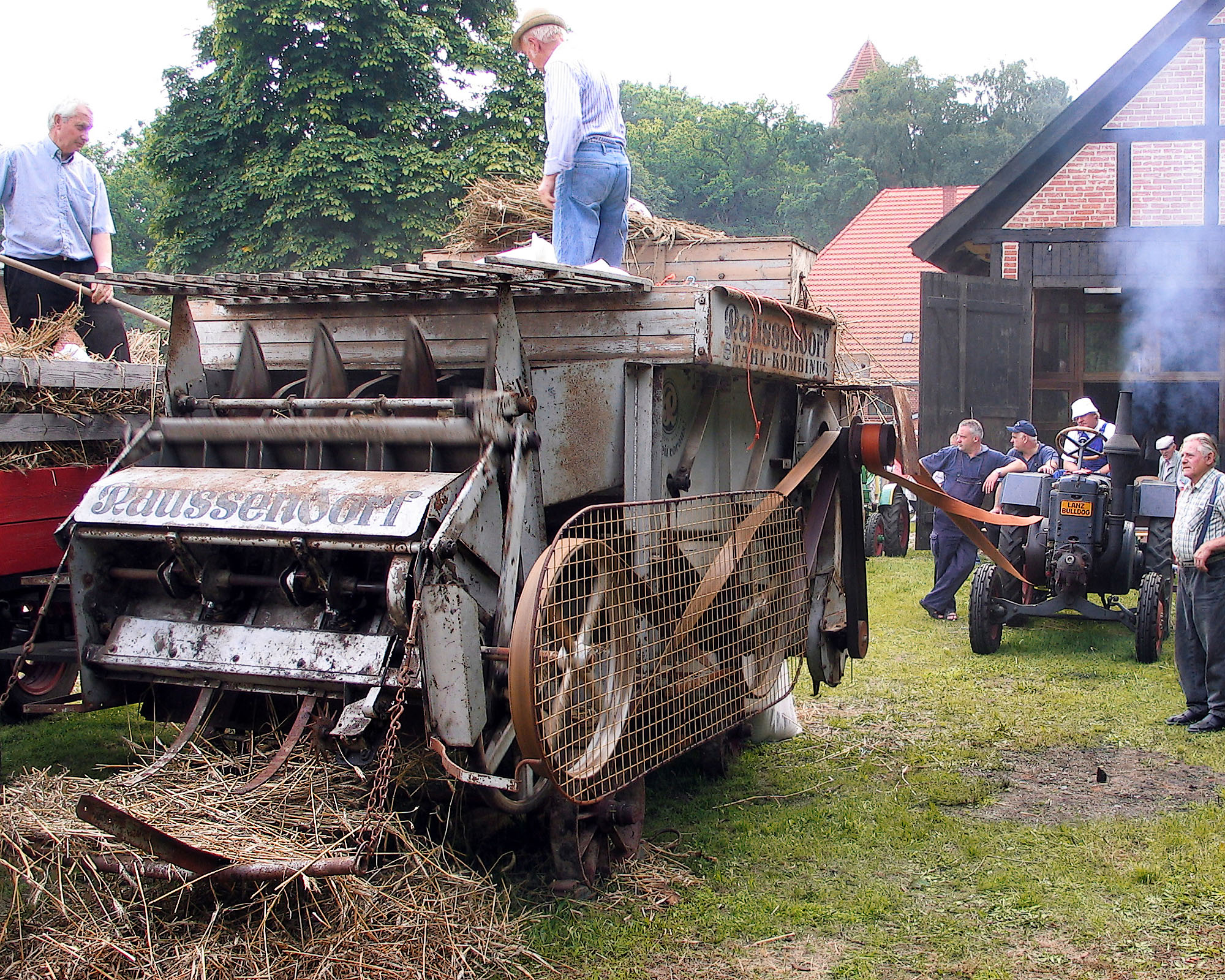
Stationäre Raussendorf-Dreschmaschine mit Transmission

Mit Wurzeln, die bis in die Mitte des 19. Jahrhunderts zurückreichen, entwickelte sich die Landmaschinenfabrik Hermann Raussendorf in den 1920er und 1930er Jahren zu einem der großen Landmaschinenhersteller in Deutschland, der sich vor allem bei stationären Strohpressen und Dreschmaschinen-Kombinationen einen Namen gemacht hatte.

## Geschichte
Ursprung der Firma ist die 1856 von Friedrich August Raussendorf in Klein-Boblitz bei Bautzen eröffnete Werkstatt zur Reparatur von Landmaschinen. Später wurden in dieser Firma Häcksel- und Einbaudreschmaschinen hergestellt. 1876 entstand die erste fahrbare Dreschmaschine.
Sohn August Raussendorf gründete 1888 eine Tischlerei in Klein-Boblitz, inzwischen ein Ortsteil von Mönchswalde. In der Tischlerei stellte er zunächst die Holzgestelle für die Einbaudreschmaschinen der väterlichen Firma her, die zwischenzeitlich sein Bruder Johann Raussendorf übernommen hatte. Später kamen weitere Produkte und Partner hinzu. Nach abgeschlossener Ausbildung als Tischler stieg 1907 sein Sohn Hermann Raussendorf in der Firma ein und befasste sich mit der Entwicklung von Strohpressen als Ergänzung der Einbaudreschmaschinen. 
1911 kamen die ersten Selbstbindepressen auf den Markt. 1914 waren bereits 1000 Stück produziert. Die Firma hatte zu diesem Zeitpunkt etwa 40 Beschäftigte. In den Kriegsjahren kamen die Aktivitäten der Firma fast vollständig zum Erliegen, so dass 1919 praktisch eine Neugründung durch Hermann Raussendorf erfolgte.
Die Strohpressen wurden zum Schwerpunkt des Unternehmens, das in den Folgejahren stark expandierte. Da die Möglichkeiten in Klein-Boblitz beschränkt waren, übernahm Hermann Raussendorf 1926 die Immobilien einer ehemaligen Papierfabrik im nahe gelegenen Singwitz und siedelte 1927 an diesen neuen Standort um. Zu diesem Zeitpunkt hatte das Unternehmen 160 Beschäftigte. Die 10.000. Strohpresse wurde 1928 bereits in Singwitz produziert.
Das Pressensortiment wurde erweitert und durch Dreschmaschinen ergänzt. Dieses Programm hatte Raussendorf Ende 1933 von einer norddeutschen Dreschmaschinenfabrik „Erntesegen“ übernommen, die nach Werdau/Sa. umgesiedelt war. 
1934 wurde mit etwa 300 Beschäftigten die 25.000. Strohpresse produziert. Auf der Grundlage der Innovationen bei den Strohpressen und Dreschmaschinen konnte die Firma ihre Marktpositionen sehr stark ausbauen. 1935 kam der erste „Kombinus“ als Kombination von Dreschmaschine und Strohpresse in Stahlausführung auf den Markt. Das kleinste Modell dieser neuen Produktlinie erhält 1936 auf der Ausstellung in Frankfurt am Main eine Auszeichnung. Ende der 1930er Jahre verließen mit etwa 700 Beschäftigten jährlich bis zu 1.000 Dreschmaschinen und bis zu 6000 Strohpressen das Werk. Die Firma Raussendorf war in dieser Zeit mit etwa 50 % am Strohpressenexport von Deutschland beteiligt. Bis 1939 wurden etwa 45.000 Strohpressen produziert.
In den Kriegsjahren war das Unternehmen auch in der Rüstungsproduktion tätig, der Schwerpunkt blieb jedoch die Landmaschinenproduktion. 1946 erfolgte die Demontage des Betriebes. Die Reste kamen unter Treuhandverwaltung. Unter dem Namen Kombinus Dreschmaschinenbau Singwitz wurde daraus 1948 ein Volkseigener Betrieb mit dem traditionellen Produktionsprogramm. Der Betrieb wurde Bestandteil der  Vereinigung Volkseigener Betriebe Land-, Bau- und Holzbearbeitungsmaschinen und gehörte 1951 zu den Gründungsmitgliedern des in Neustadt in Sachsen ansässigen Kombinates Fortschritt Landmaschinen. In diesem wurde das Werk mit der Landmaschinenfabrik Bischofswerda (vormals Knauthe) zum Mähdrescherwerk Bischofswerda/Singwitz vereinigt.

## Erzeugnisse
Haupterzeugnisse in den 1930er Jahren waren:
- Stationäre Strohpressen (Bauart mit Fallschwingkolben) in verschiedenen Baugrößen und Varianten mit Preßkanalbreiten von 800 mm bis 1500 mm und Strohdurchsätzen von 900 bis 5000 kg/Stunde
- Dreschmaschinen, die vorzugsweise als Kombination mit entsprechenden Strohpressen geliefert wurden, in Holz- und Stahlbauweise (jeweils mehrere Baugrößen). Mit Dreschkanalbreiten von 1700 mm und 1800 mm und Dreschtrommeldurchmessern im Bereich von 380 bis 530 mm lagen die Korndurchsätze im Bereich von 700 bis 2000 kg/Stunde.

Dazu kamen Köpfschlitten für das Pommritzer Zuckerrübenernteverfahren, der „Pommritzer Bauernkran“ für die Stallwirtschaft und Hackmaschinen.